# Пай, Генри Джеймс
Генри Джеймс Пай (англ. Henry James Pye; 10 февраля 1744, Лондон, Великобритания — 11 августа 1813, Пиннер, Харроу (боро Лондона)) — английский поэт и прозаик начала эпохи Просвещения и романтизма. Поэт-лауреат Великобритании с 1790 по 1813 год.

## Биография
Его дядей был британский адмирал Томас Пай (около 1708—1785). Образование получил в колледже св. Магдалены Оксфордского университета.
Его отец умер в 1766 году, оставив ему в наследство долги в размере 50 000 фунтов стерлингов, пожар отцовского дома ещё больше увеличило трудности, которые легли на плечи Г. Пая.
В 1784 году Г. Пай был избран депутатом парламента Беркшира. Он был вынужден продать отцовское поместье и, уйдя из парламента в 1790 году, стал полицейским магистратом в Вестминстере.
Хотя Г. Пай, по мнению современников, не владел блестяще языком и был лишён поэтического таланта, тем не менее стремился получить признание как поэт. Писал во множестве бездарные стихи и опубликовал ряд томов своей поэзии..
Должность поэта-лауреата появилась при короле Якове I Английском в 1619 году. С 1790 года эта должность стала оплачиваемой. Поэт-лауреат Генри Джеймс Пай, занимавший ее с 1790 года до своей смерти в 1813 году, стал первым из поэтов-лауреатов получать £27 в год вместо положенной ежегодной пипы вина.
В 1790 году Г. Пай был назначен поэтом-лауреатом короля Георга III, возможно, в качестве награды за верную поддержку Уильяма Питта Младшего в Палате общин Великобритании. Назначение было воспринято, как смехотворное, а его поэтические произведения были постоянным источником насмешек и презрения.
После смерти Г. Пай остался одним из немногих неудачников, которых называли не иначе, как «стихоплёт».
Автор нескольких прозаических произведений. Перевёл «Поэтику» Аристотеля.

## Избранные произведения
Проза
- The Democrat (1795)
- The Aristocrat (1799)
- Summary of the Duties of a Justice of the Peace out of Sessions (1808)

Поэзия
- Poems on Various Subjects (1787)
- Adelaide: a Tragedy in Five Acts (1800)
- Alfred (1801)

Переводы
- Aristotle’s Poetics (1792)